# Église Saint-Martin de Burelles
L'église Saint-Martin de Burelles est une église fortifiée qui se dresse sur la commune de Burelles dans le département de l'Aisne en région Hauts-de-France.
L'église fait l'objet d'un classement au titre des monuments historiques par arrêté du 16 mai 1931.

## Situation
L'église Saint-Martin de Burelles est située dans le département français de l'Aisne sur la commune de Burelles.

## Description
Sa situation géographique[Laquelle ?] explique l’importante surface qu’occupe la fortification dans cette église paroissiale.
D’origine médiévale, l’église Saint-Martin possédait alors une nef unique, et fut fortifiée au milieu du XVIe siècle (1540) puis au milieu du XVIIe siècle. Son plan est celui d'une croix latine à l’envers avec 3 branches fortifiées pour tirs croisés. La partie forte fut réalisée par un maçon thiérachien dans un style local en briques.
Le clocher est une grosse tour carrée construite en brique. Au premier étage ont été aménagées, avec cheminée, des salles de refuge.
Une baie en tiers-point subsiste au nord. Il s'agit d'un arc brisé en trois parties égales, arc à deux branches concaves se rejoignant en pointe au faîte, construit autour d’un triangle équilatéral dont les centres partagent la corde, segment qui a pour extrémités deux points d’une courbe.

### Galerie: extérieur de l'église

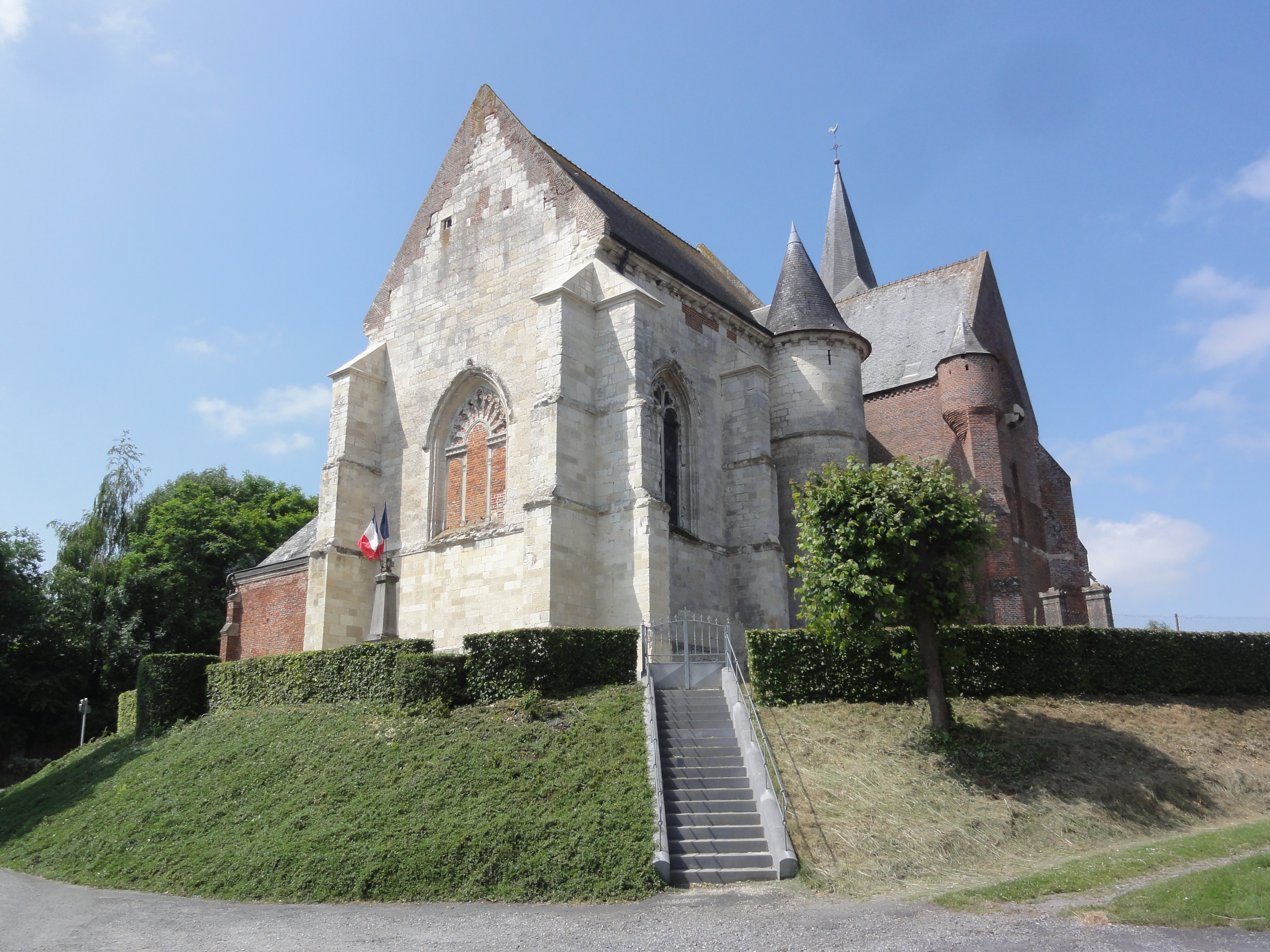
L'église sur sa motte.
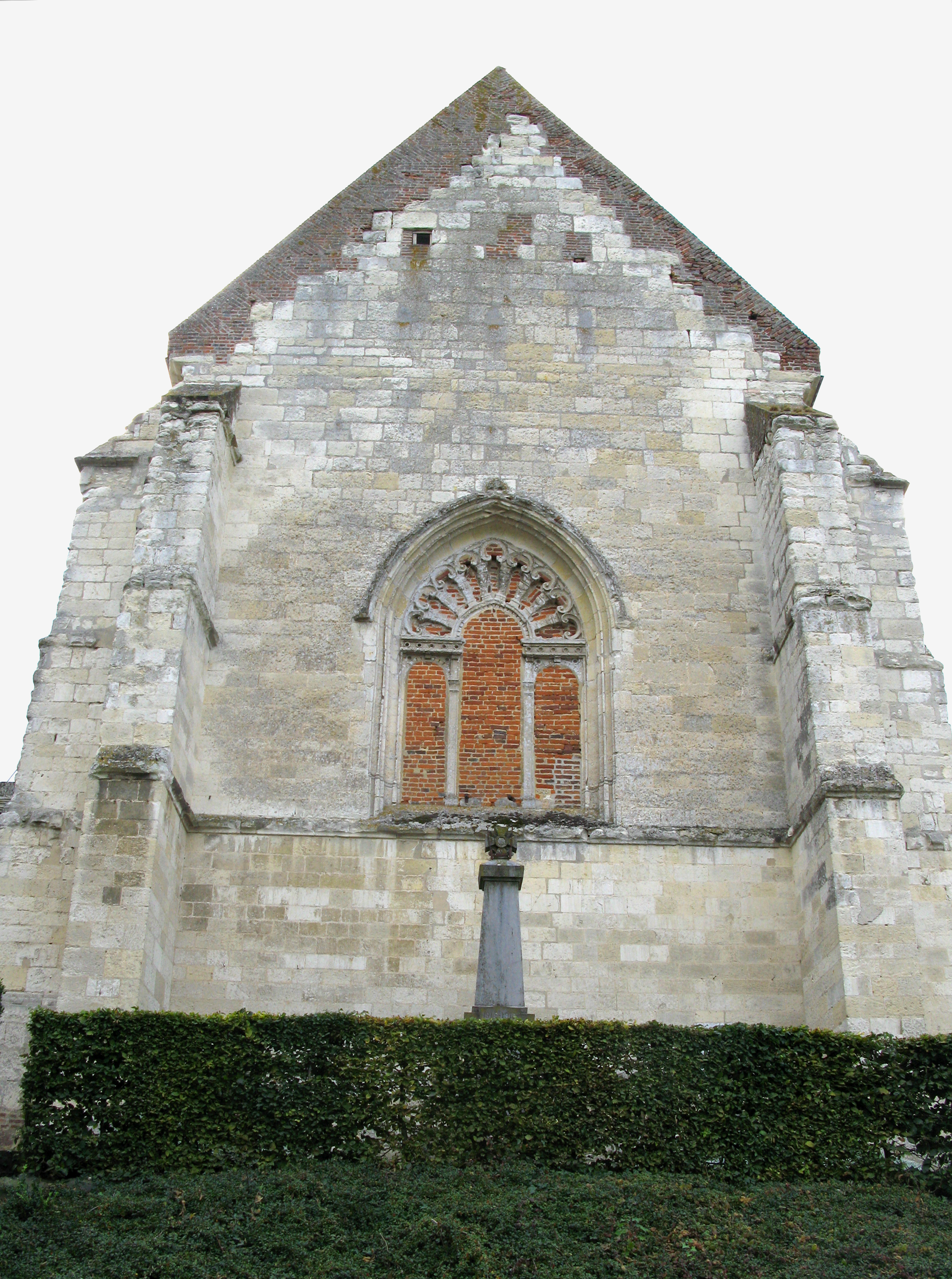
Comme traces évidentes de fortification sur le chevet, on remarque la fenêtre murée de brique et plus haut la/les petite(s) ouverture(s) pour faire le guet.
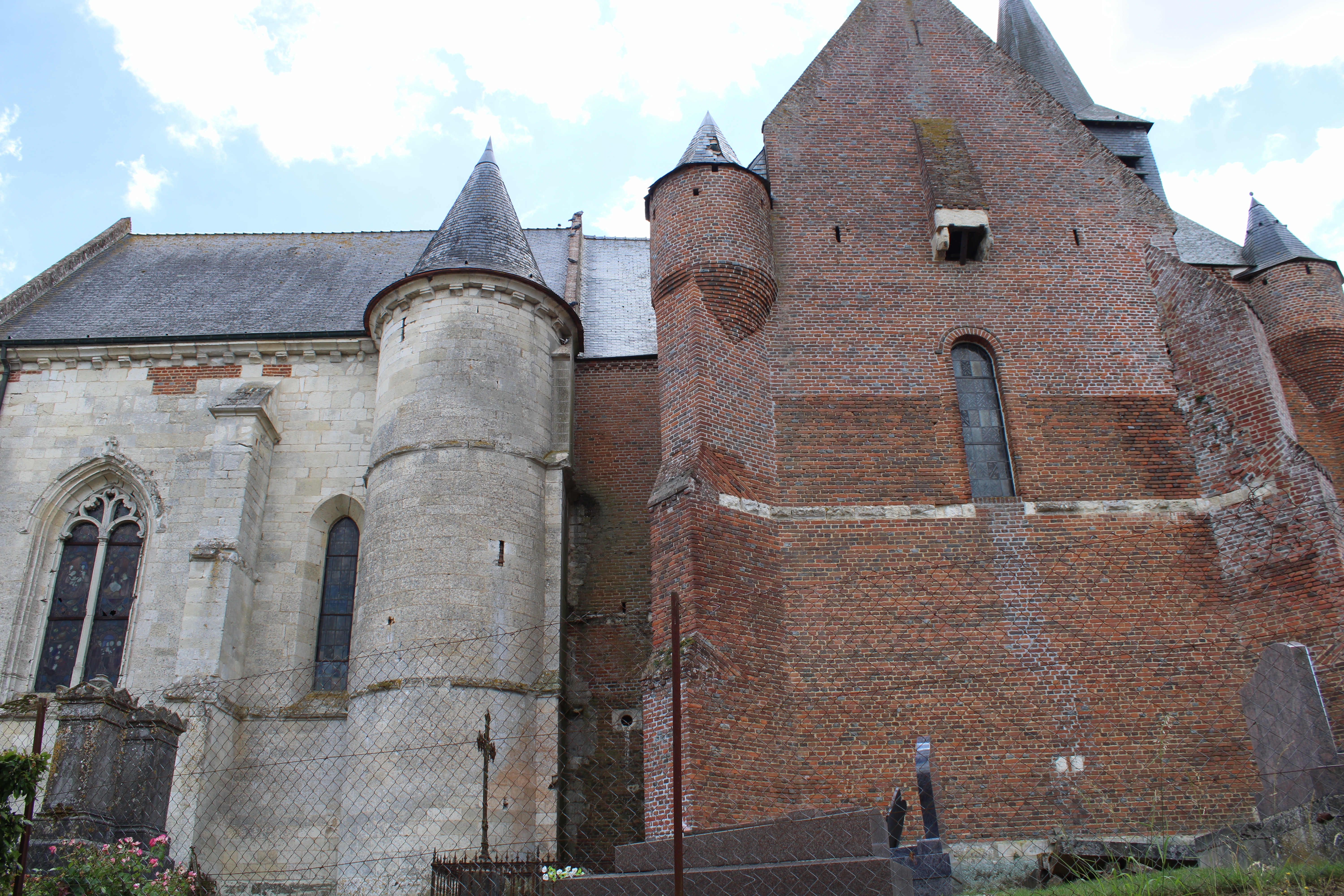
À gauche, le chœur en pierre calcaire, partie la plus ancienne de l'église datant du début du XVIe siècle ; à droite la partie fortifiée en brique a été construite au XVIIe siècle.
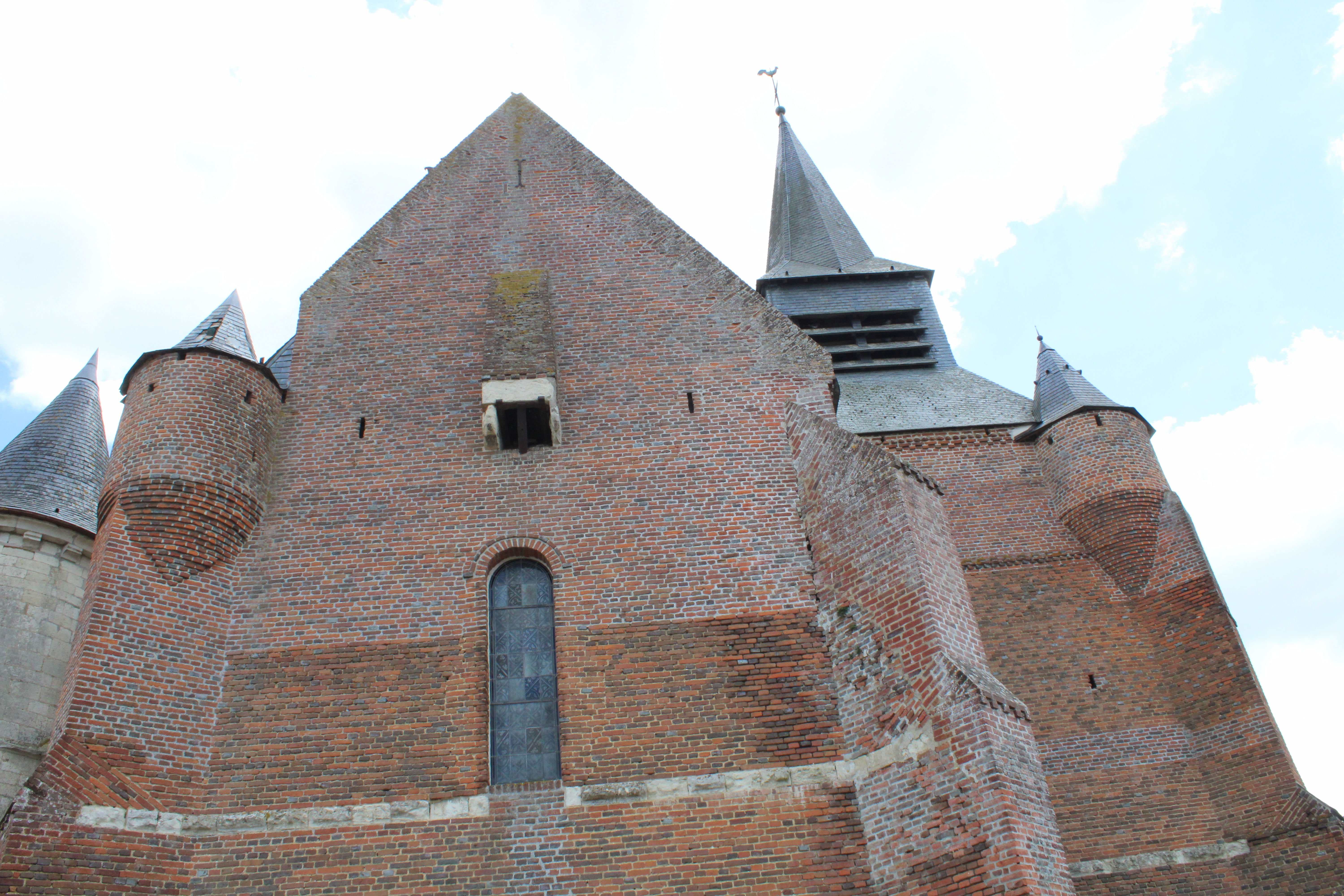
La bretèche dans la salle de refuge supérieure du transept servait également de latrines.
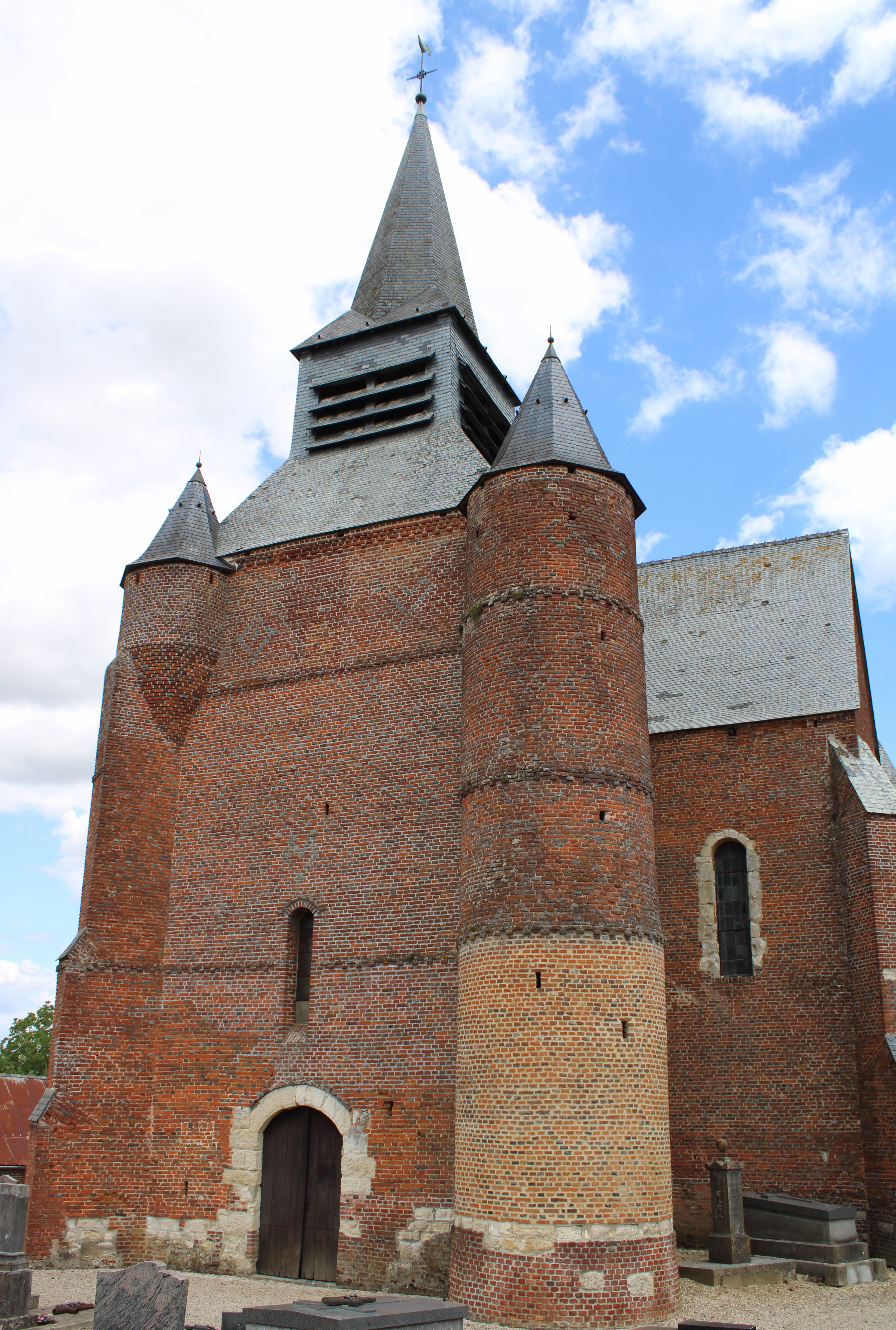
La façade de l'église. À droite une haute tour percée de meurtrières ; à gauche une échauguette en brique assise sur un imposant contrefort également en briques.
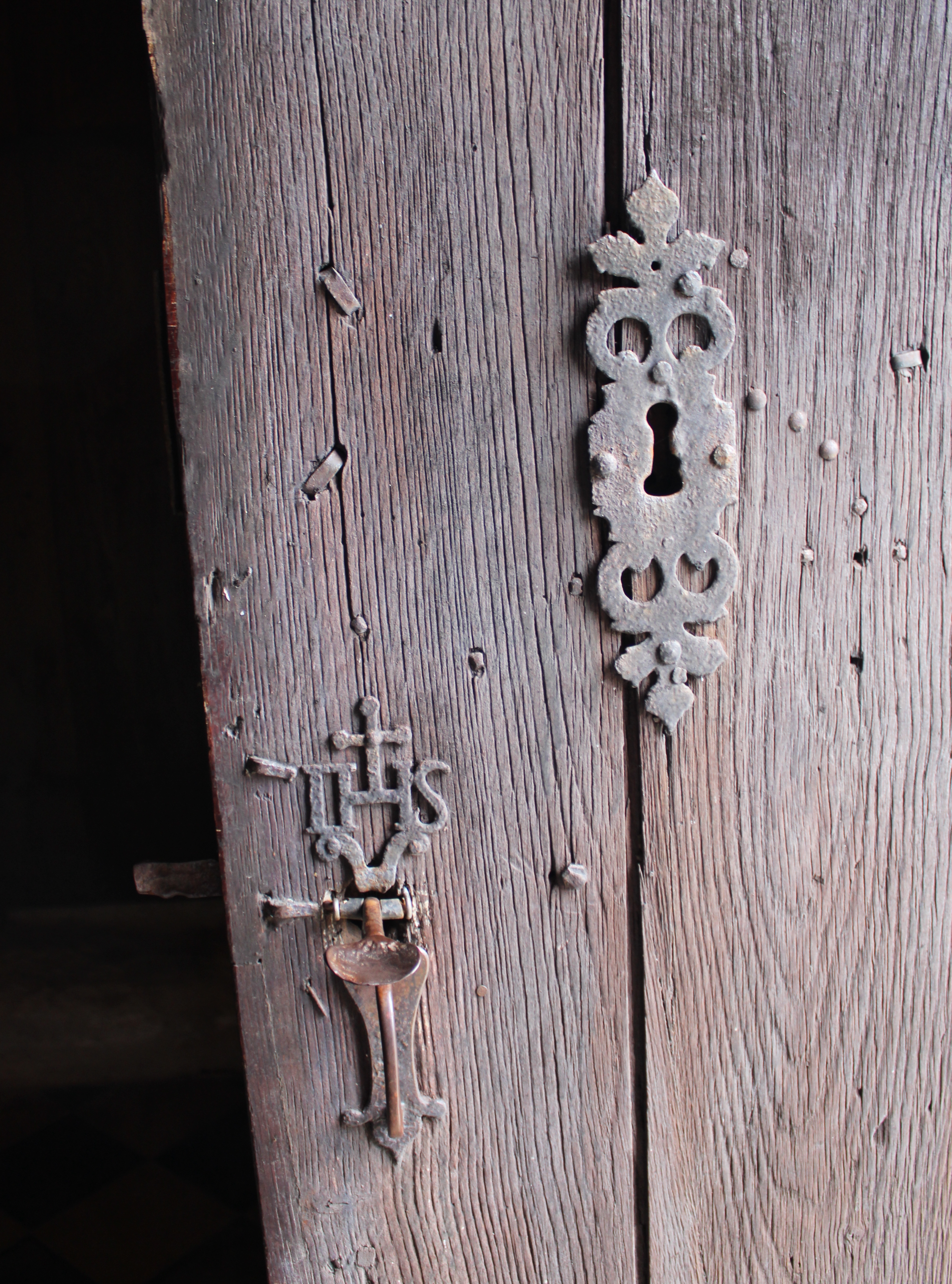
Détail de la serrure en fer forgé portant le monogramme IHS  abréviation de Jésus en grec.
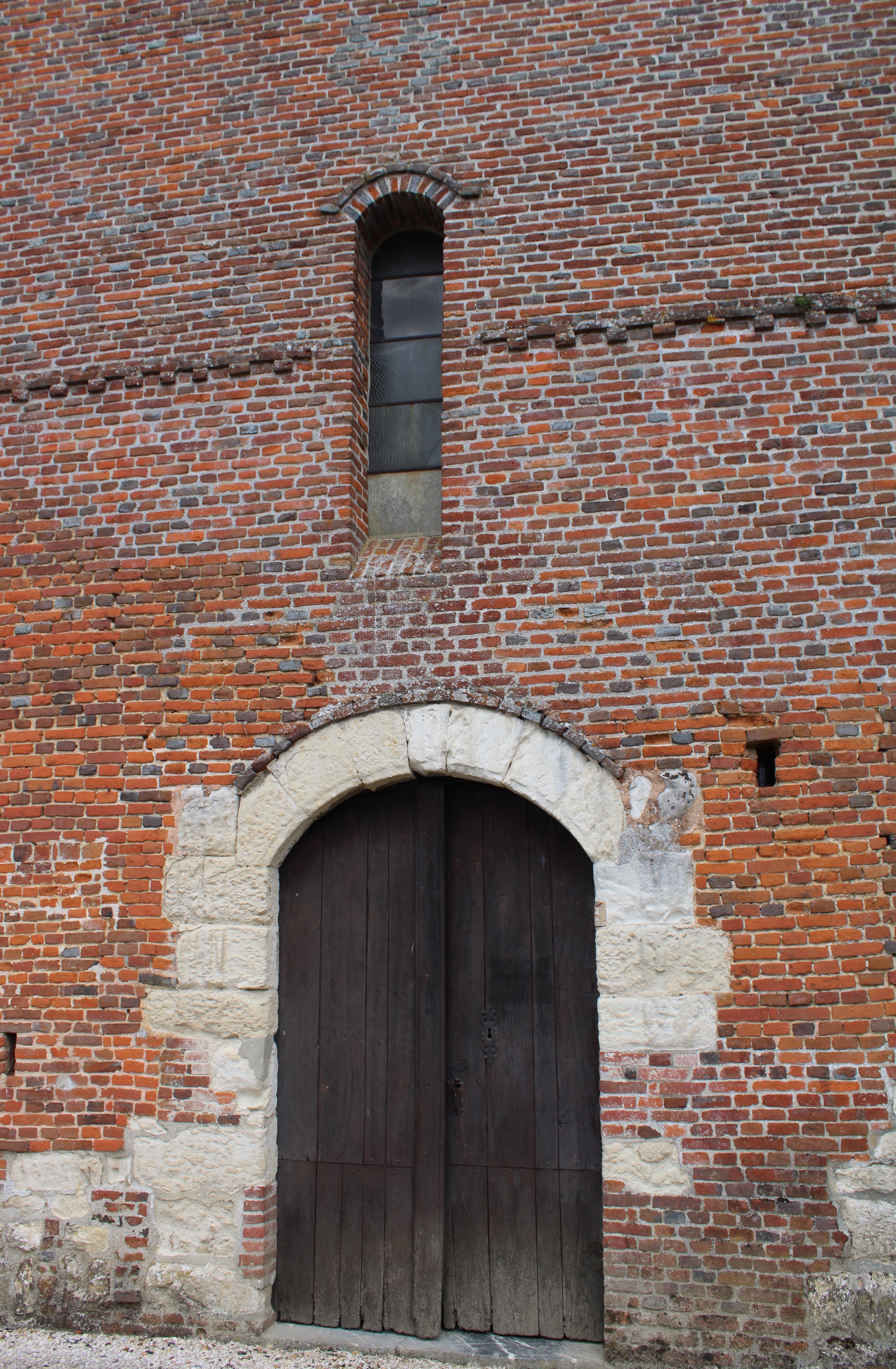
Le portail partiellement en pierre calcaire en plein cintre protégé par deux meurtrières. Au-dessus une étroite ouverture permettait de jeter des projectiles sur les éventuels assaillants.

### Galerie: intérieur de l'église

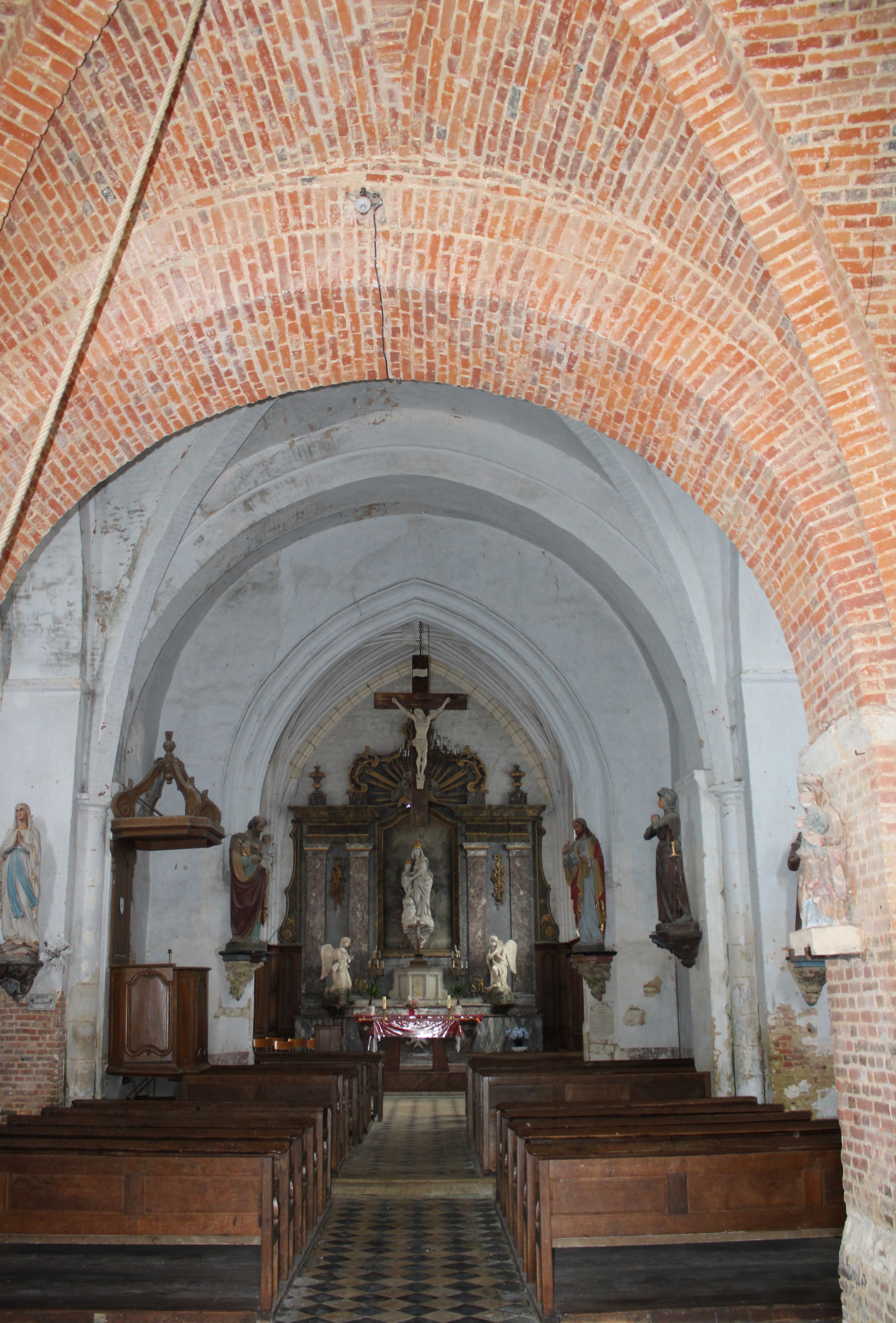
Vue de la nef de puis le transept.
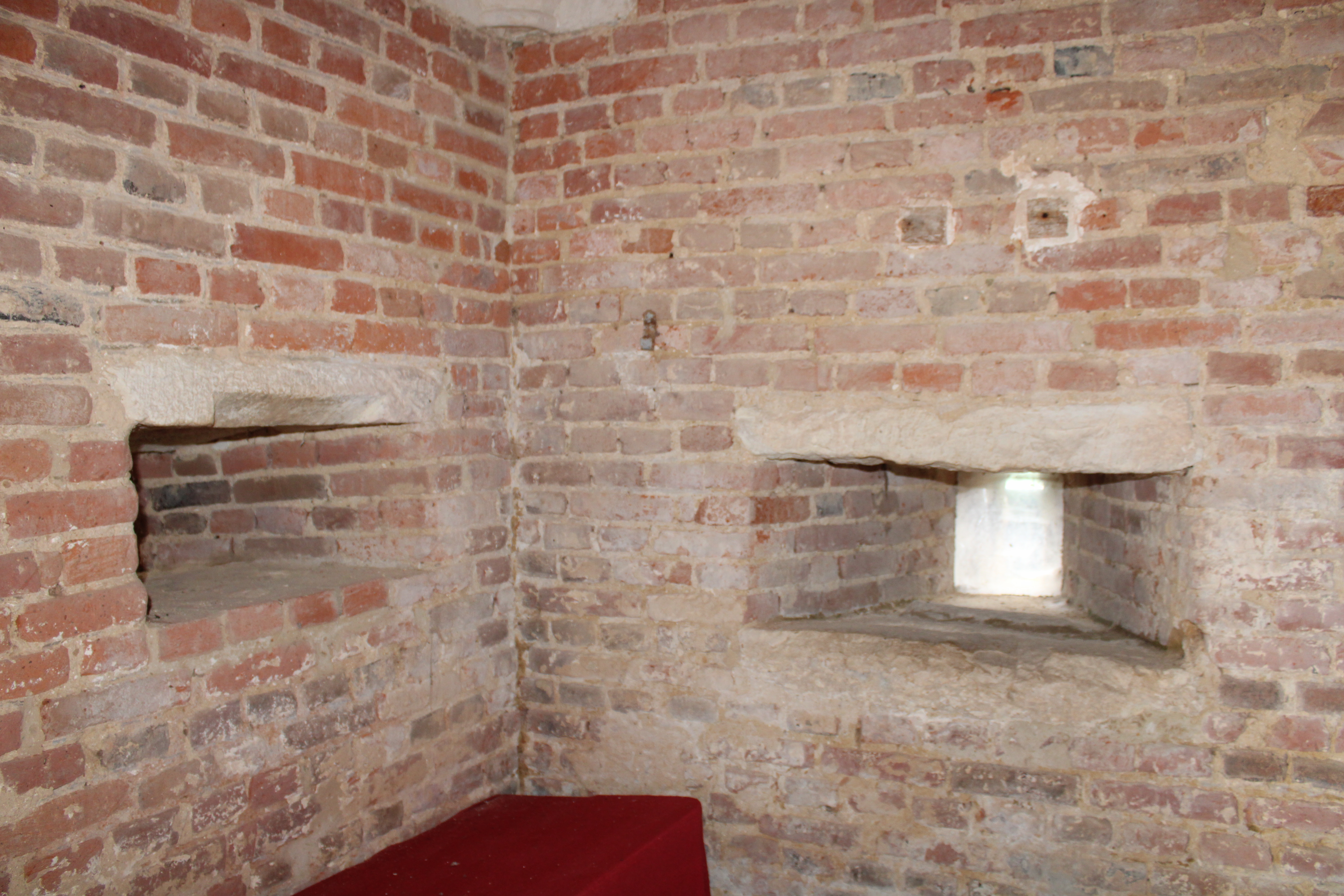
Deux meurtrières d'angle.
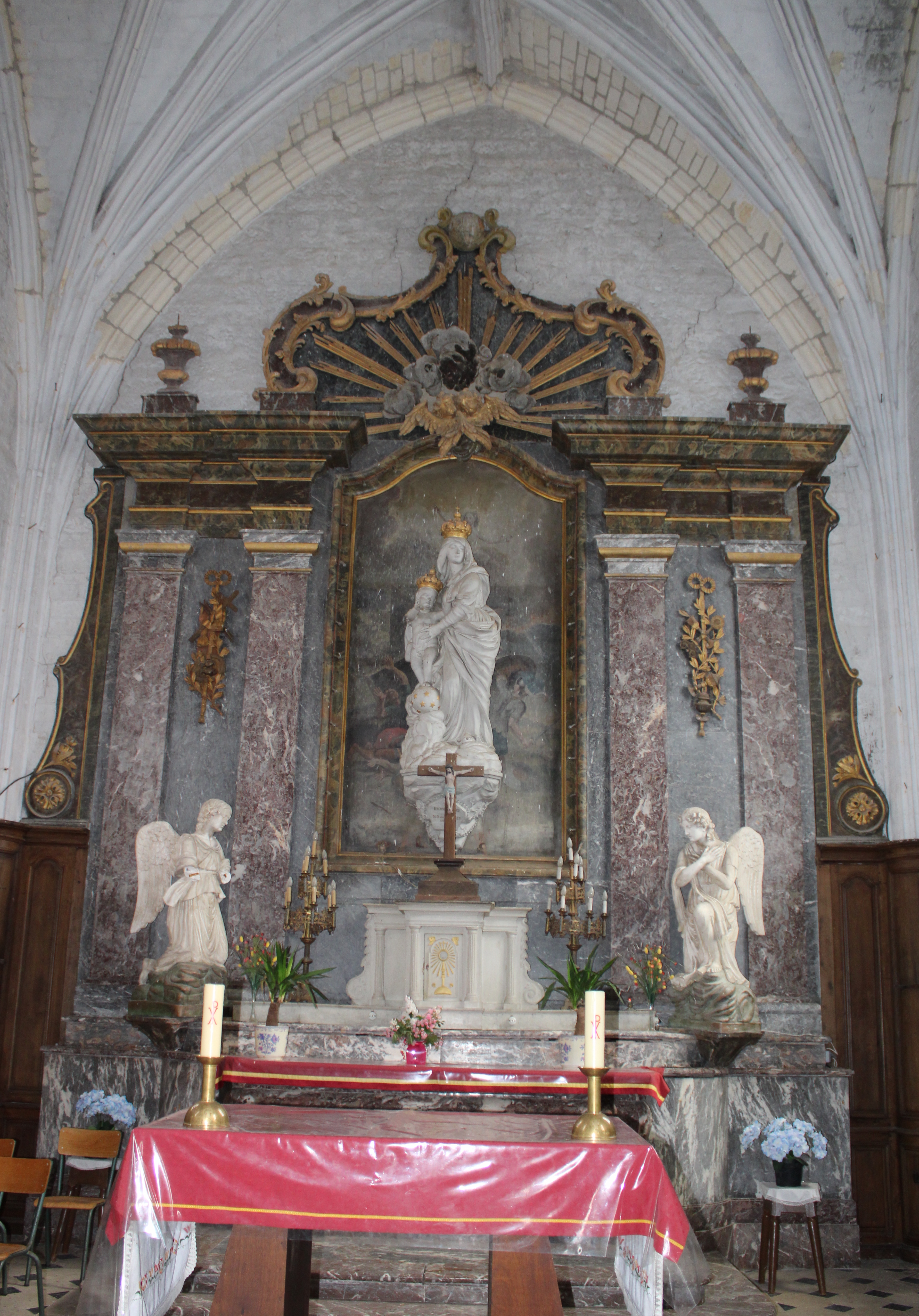
Le maître-autel du chœur.
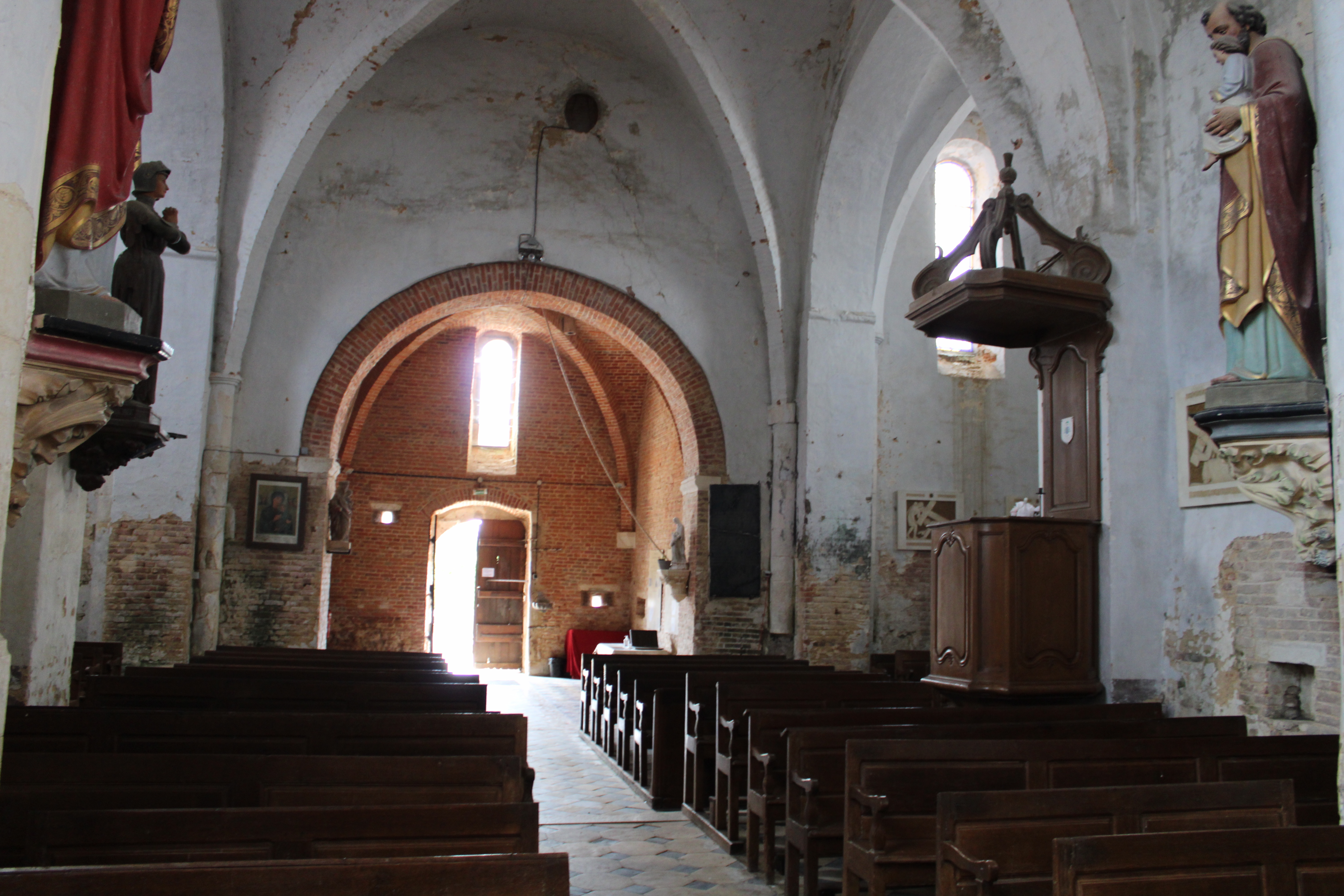
Vue de l'église depuis le chœur.
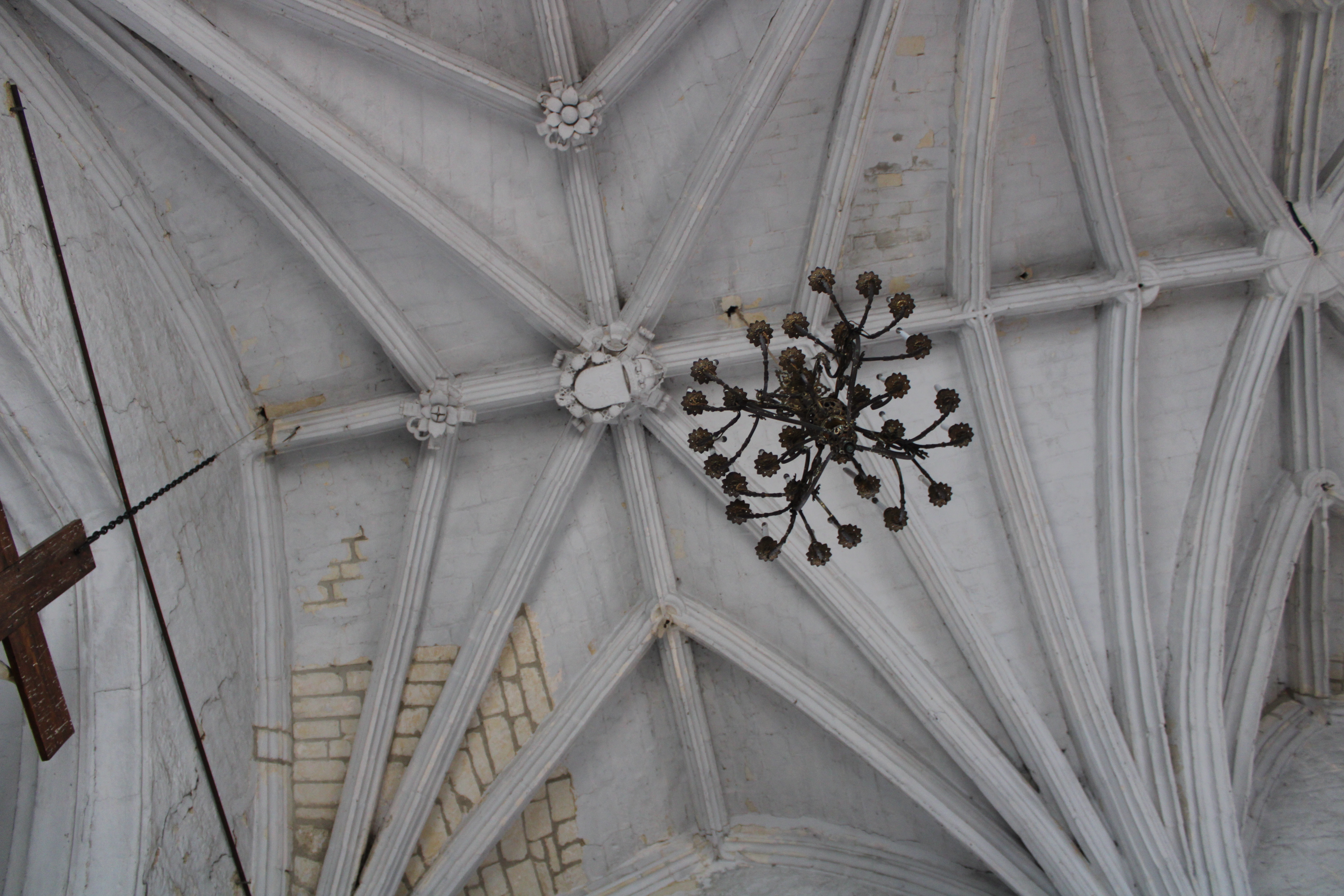
Croisée d'ogives en pierre calcaire comportant une clé de voûte aux armes de France.
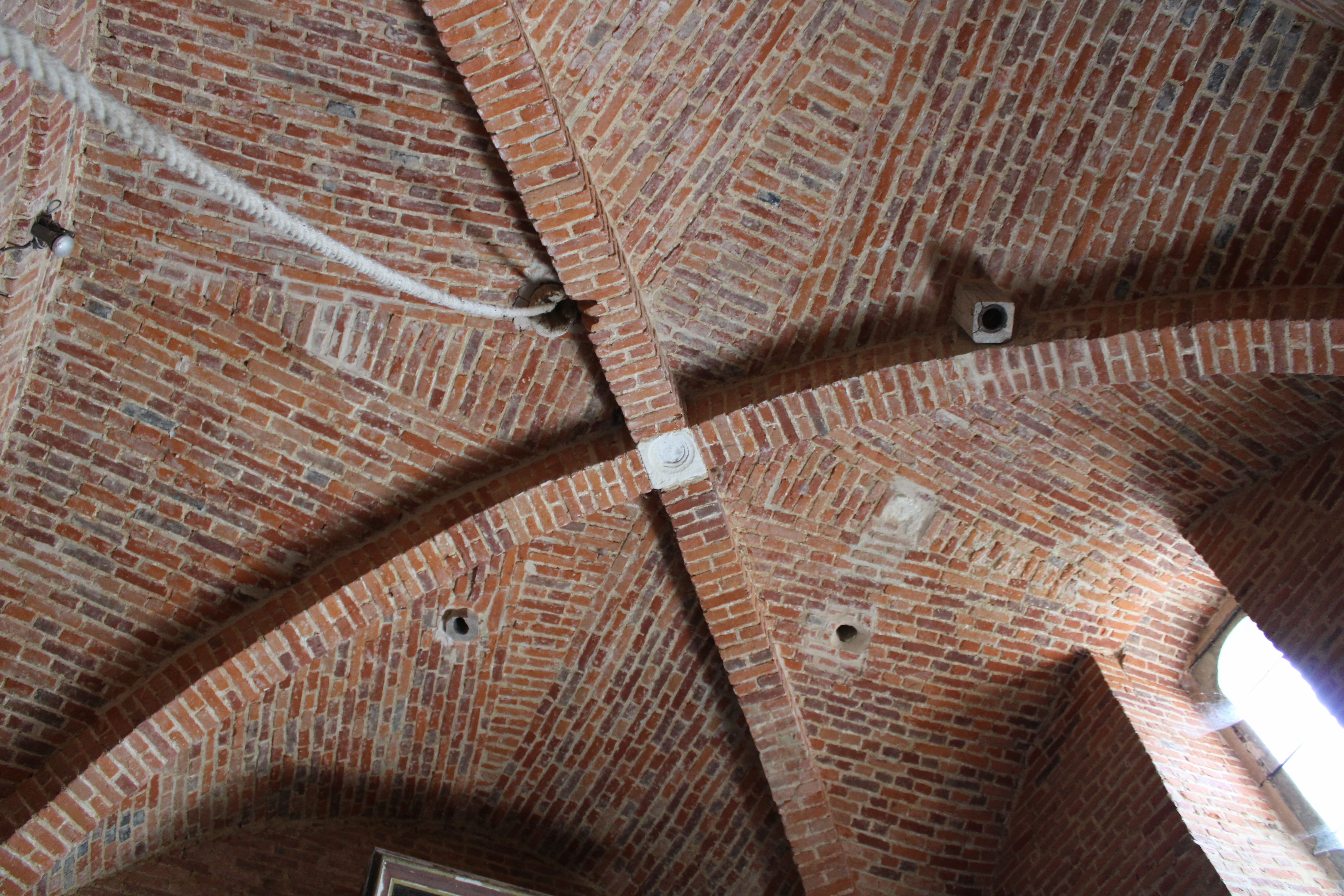
Croisée d'ogives en brique dans le transept.
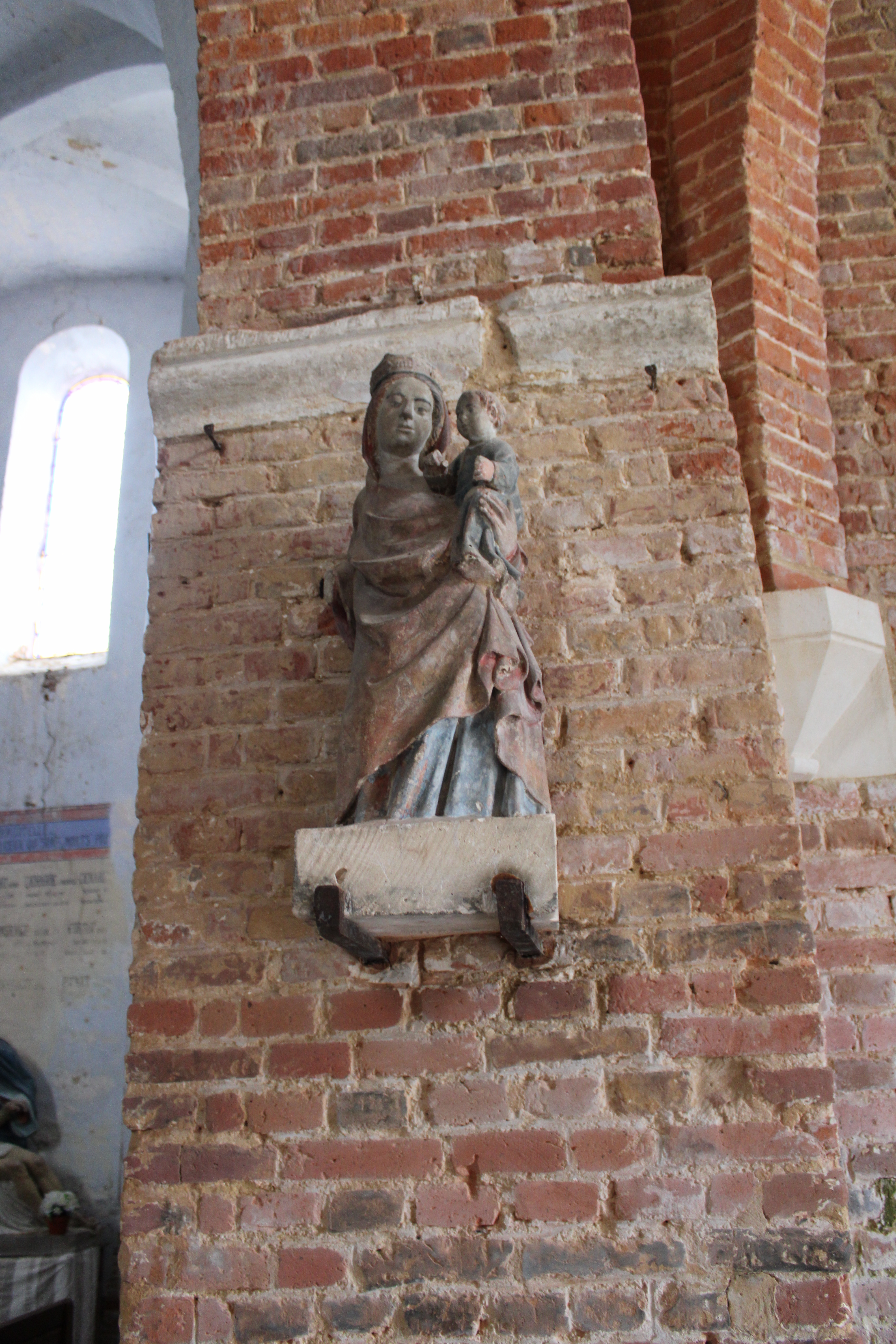
Vierge à l'enfant  en pierre polychrome.